# Ekibastuz
Ekibastuz (en kazajo: Екібастұз, en ruso: Экибастуз) es una ciudad localizada en la provincia de Pavlodar, al noreste de Kazajistán.